# Playa Mayabeque
Geolocalización: 22°40′26.6″N 82°8′48.72″O / 22.674056, -82.1468667

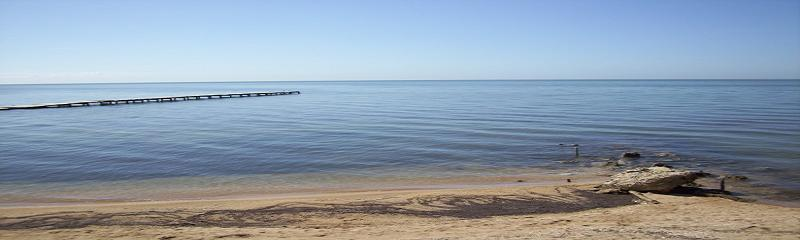
Vista de la Playa

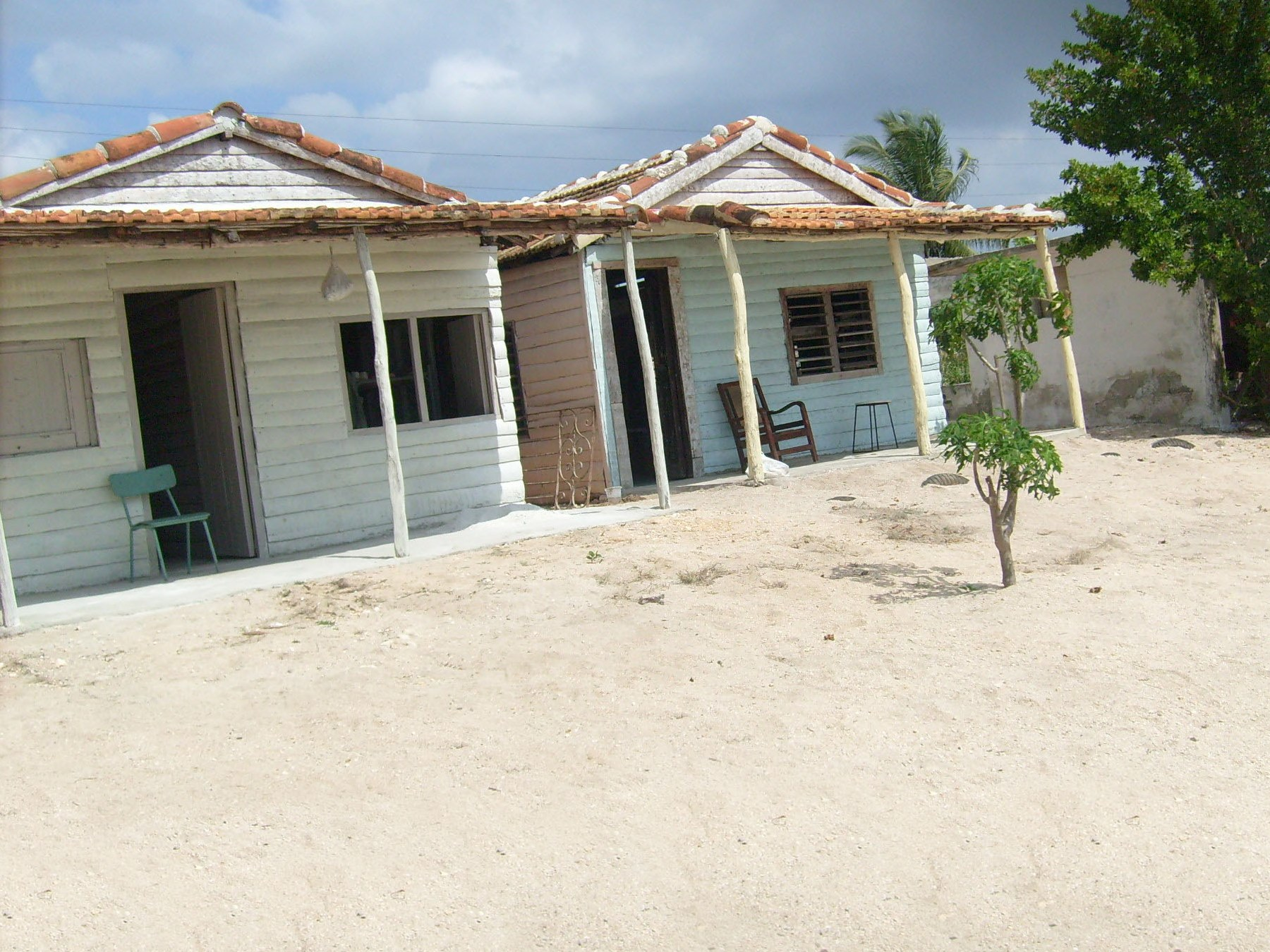
Casas clásicas de los habitantes de la Playa Mayabeque

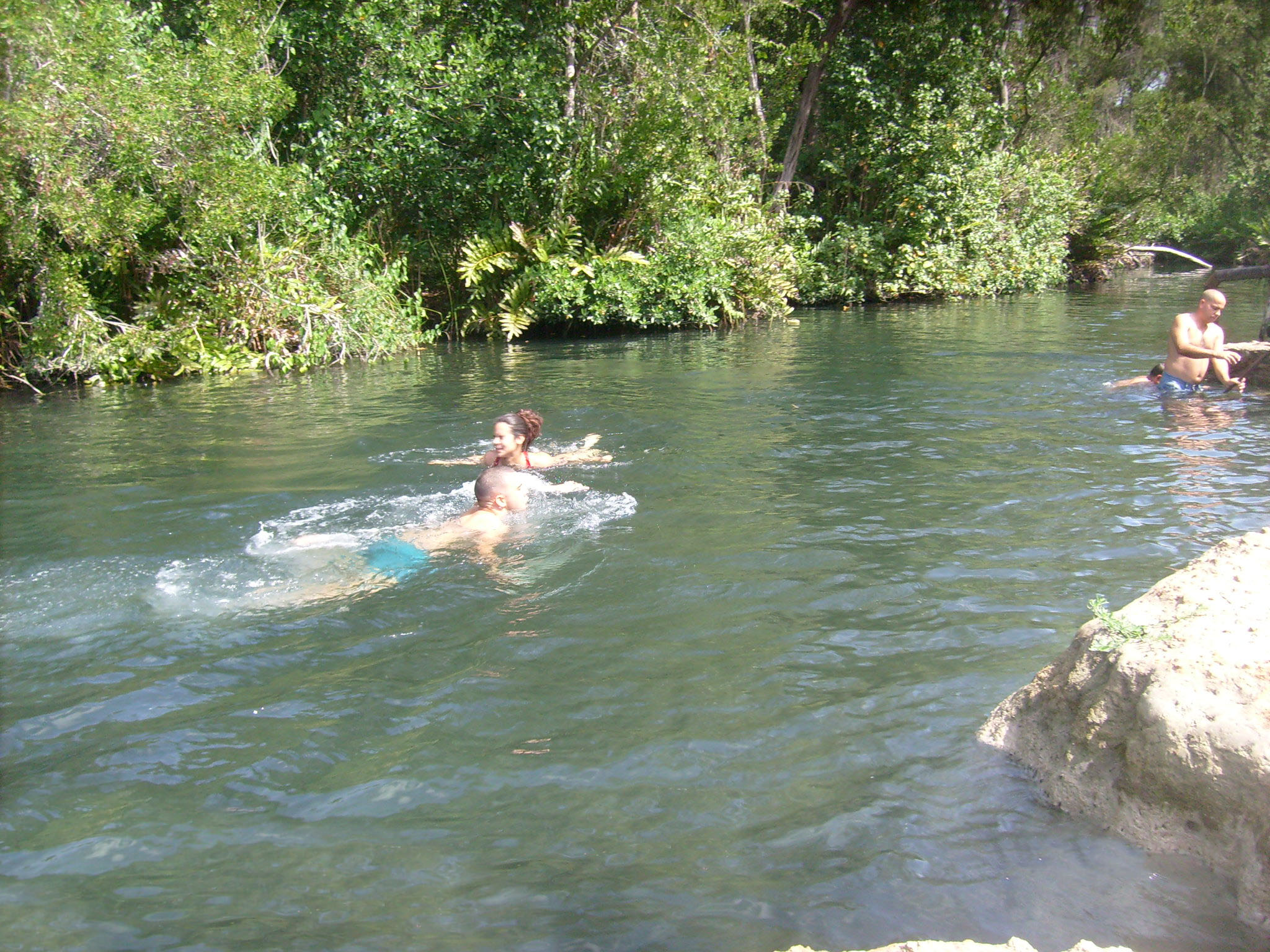
Bañistas disfrutando en "La Palmita"

Playa Rosario del Mayabeque, conocida popularmente como Playa Mayabeque, es una playa ubicada a 13 kilómetros del centro de Melena del Sur, entre la Playita de Batabanó y Playa el Rosario, al sur de la Provincia de Mayabeque, en Cuba. Sus aguas son de tipo fangosas y sus pobladores le atribuyen alguna que otra propiedad de tipo terapéutica. Además de la playa, se encuentra en ella la desembocadura del Río Mayabeque que la convierte en un atractivo turístico para sus visitantes.

## Trabajos sobre la erosión de la playa
“Enfrentando la Erosión en Playa Mayabeque” fue uno de los estudios casos presentados en el I Taller Internacional de “Prácticas Responsables de las Comunidades contra la Erosión Costera”, auspiciado por la UNESCO, el Instituto de Planificación Física y la Dirección Provincial de Planificación Física de La Habana en febrero de 2004. Fue el primer contacto entre especialistas de pequeñas islas del Caribe, los profesionales de la Planificación Física, el Instituto de Oceanología y otras instituciones del país.
El monitoreo de la Playa Mayabeque aplicando la metodología de COSALC, permitirá verificar el resultado positivo o negativo del proyecto “Enfrentando la Erosión en Playa Mayabeque”. El mismo permitiría observar la recuperación o deterioro de los perfiles de esta playa. Este monitoreo ayudará en la toma de decisiones futuras e implementar mejores prácticas de manejo de playas.

## Datos históricos

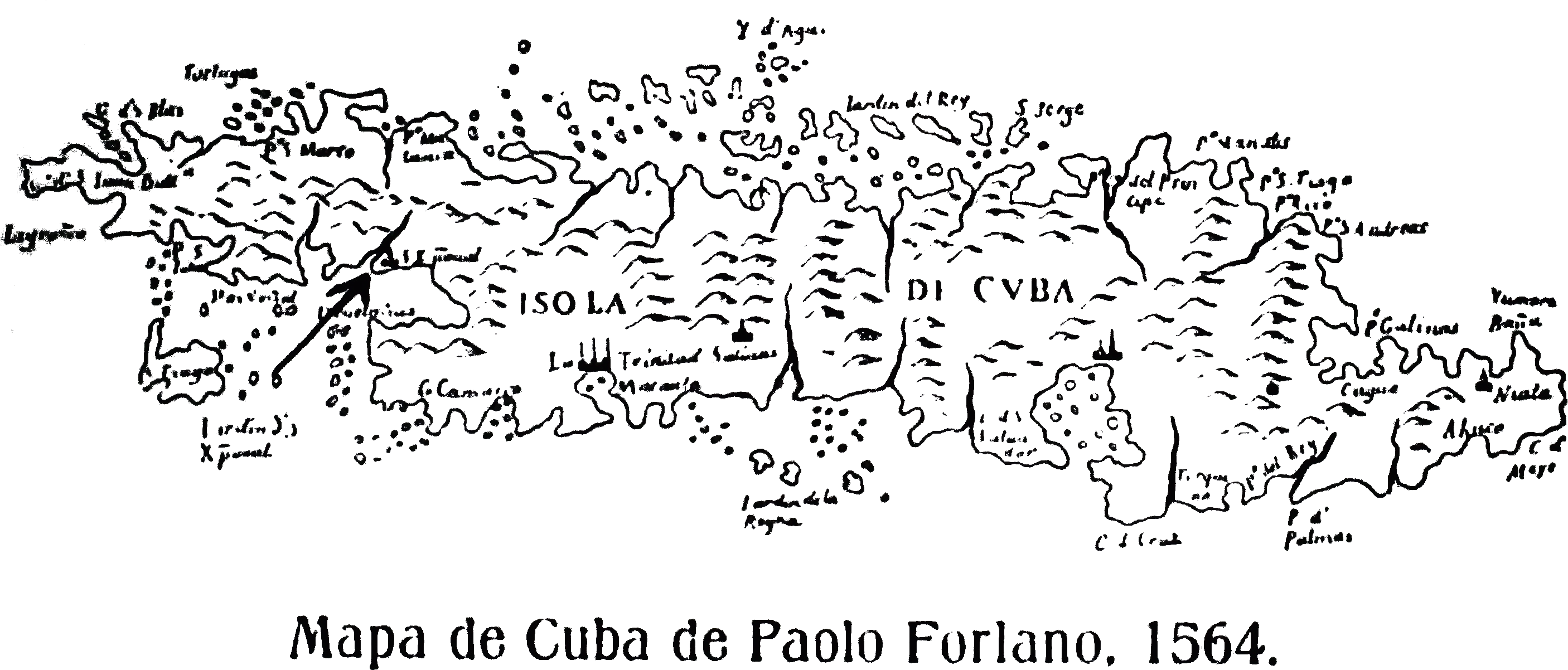

Según los historiadores fue por estas costas donde se fundó por primera vez la villa de San Cristóbal de La Habana en 1515 antes de ser trasladada a la costa norte. Debido a esta posibilidad, en el escudo de armas de Melena del Sur aparece la frase latina «HIC PRIMO HABANA CONDITA EST», o sea: Aquí primero fue fundada La Habana.

## Vegetación

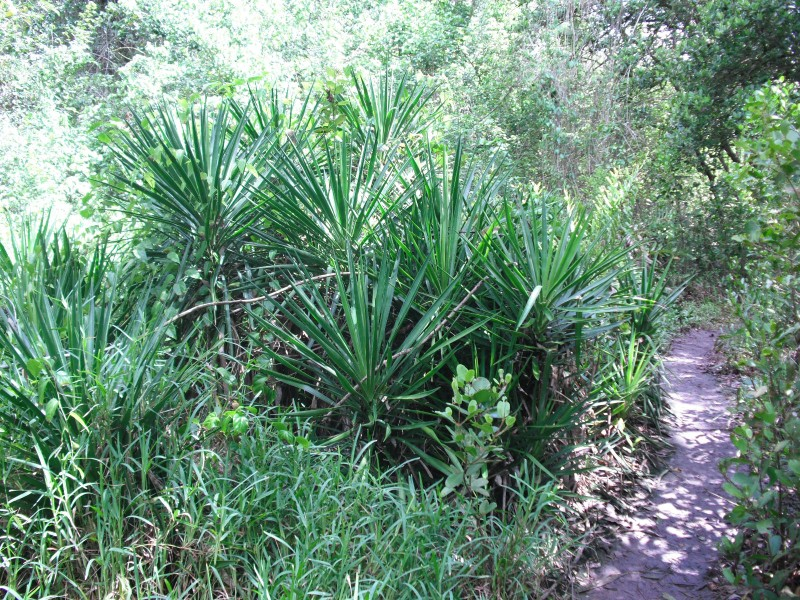
Vegetación costera

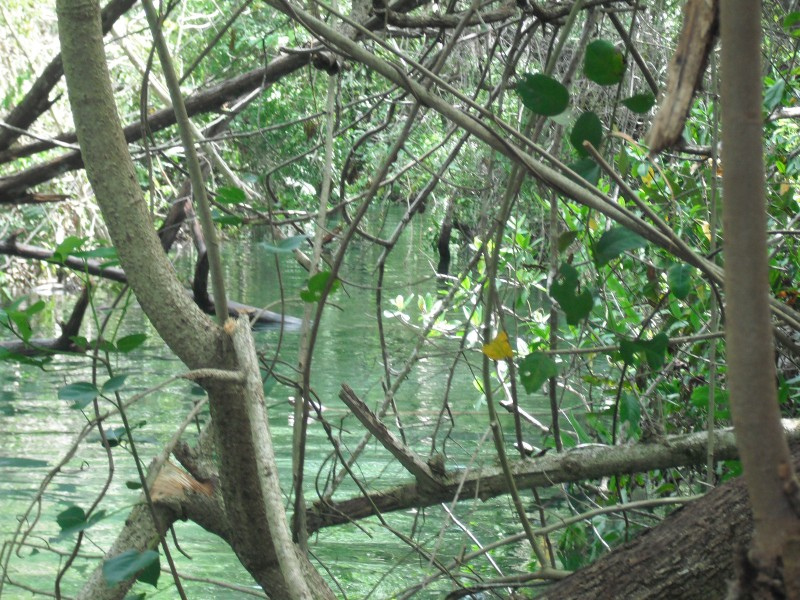
Vegetación costera

La vegetación en su mayoría está integrada por Mangle rojo o colorado y casuarinas, estas últimas debido a incendios forestales sufrieron cierta pérdida hace algún tiempo, hoy se muestra una recuperación tras la vista de nuevos ejemplares poblando las zonas de la costa. Se observan además otras manifestaciones de la flora como árboles de coco y almendra entre otras.

## Características de las aguas

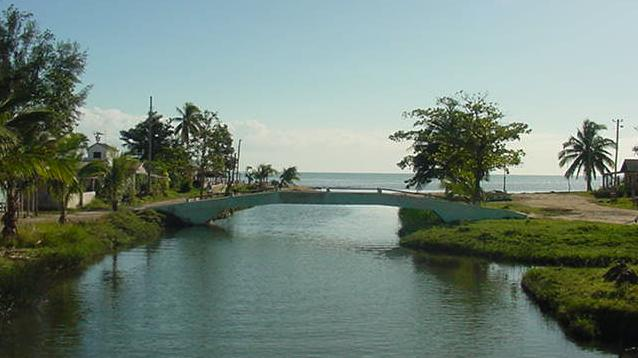
Salida del Río Mayabeque a las aguas del mar

En esta playa desembocan varios afluentes del Río Mayabeque, el principal de estos desemboca en la entrada de la playa, a lo largo de la zona que ocupa la playa hay otros que en ocasiones son llamadas localmente como zanjas o zanjitas. Las aguas de este río suelen ser frías durante todo el día.

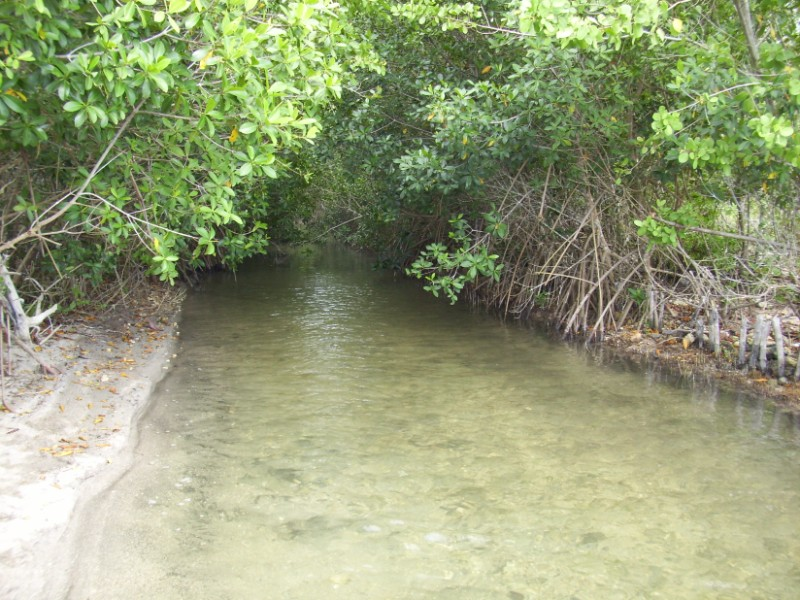
Zanjita

La zona de playa es de tipo fangosa a todo lo largo de la playa, a este tipo de fango se le atribuyen algunas que otras cualidades terapéuticas. Es común en algunos lugares de la playa encontrar pequeñas colonias de comején que sirve de alimento a peces y otros animales marinos.

## Población
La población de la zona en general no es mucha. Solo algunas pocas viviendas son ocupadas durante todo el año, el resto la ocupan pescadores que hacen estancias cortas en las mismas.
Las viviendas en general son de tablas de madera o palma con techos de guano o «fibrocem», algunas poseen construcciones más sólidas. No obstante, por la cercanía que poseen algunas a la orilla de la playa son frecuentes los derrumbes parciales o totales de estas en períodos de ciclones tropicales al penetrar las aguas del mar y «descarnar» los cimientos de las mismas. Tras el acecho de los últimos fenómenos de este tipo que han azotado la isla, muchas de las viviendas que ocupan el ala izquierda de la playa se encuentran muy próximas a la orilla de la playa perdiéndose casi la totalidad de la zona de playa en esta área.
La playa cuenta durante todo el año con un servicio de cafetería de horario diurno con ofertas gastronómicas, en el período vacacional aumentan las ofertas siendo más variadas por parte de organizaciones del estado y de propietarios particulares que se trasladan a la zona durante los meses de julio y agosto.
El transporte urbano a la zona en período no vacacional es bastante limitado debido al poco movimiento hacia esta área del municipio.

## Período vacacional

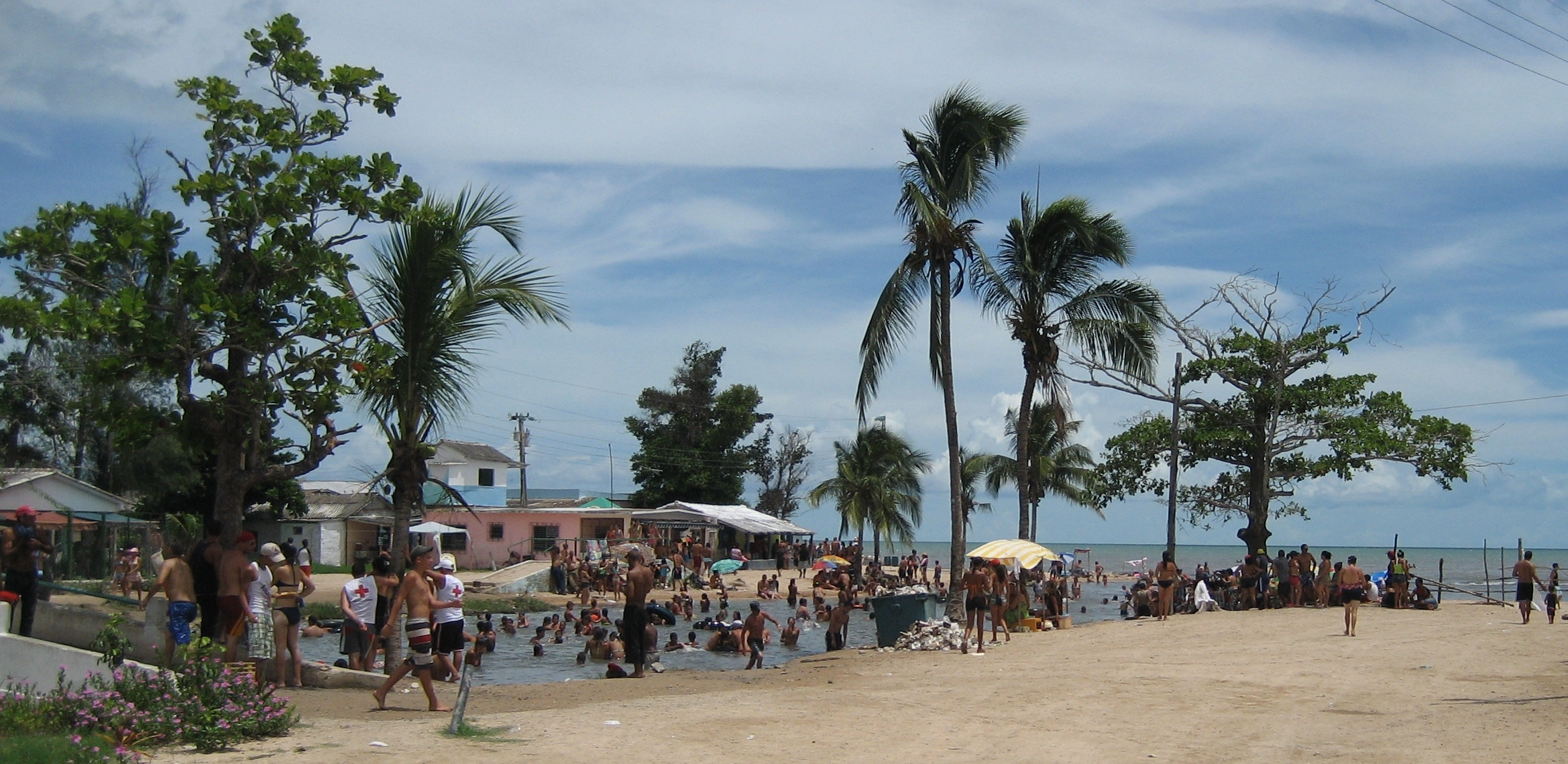
Bañistas en la desembocadura de las frías aguas del Río Mayabeque

En época de verano esta playa es visitada por bañistas no solo del municipio, sino también de otras localidades quienes asisten de forma ocasional o a pasar la temporada de vacaciones con familiares y amigos.
Las aguas del río son motivo de beneplácito para los visitantes sobre todo por los más pequeños, el baño en la playa es motivo de interés para los bañistas.

## Pesca deportiva
En los últimos años ha habido una tendencia a aumentar la cantidad de personas que se inclinan por la pesca deportiva en esta zona, lo cual ha dado paso a la aparición de pequeñas embarcaciones rústicas destinadas a este fin.